# غاري غولدمان
غاري غولدمان (بالإنجليزية: Gary Goldman)‏ هو محرك صور متحركة ‏ ومنتج أفلام وكاتب سيناريو ومخرج أمريكي، ولد في 17 نوفمبر 1944 في أوكلاند في الولايات المتحدة.

## وصلات خارجية
- غاري غولدمان على موقع IMDb (الإنجليزية)
- غاري غولدمان على موقع أول موفي (الإنجليزية)
- غاري غولدمان على موقع قاعدة بيانات الأفلام السويدية (السويدية)
- غاري غولدمان على موقع قاعدة بيانات الفيلم (الإنجليزية)
- غاري غولدمان على موقع كينوبويسك (الروسية)